# Cono midollare
Il cono midollare è la porzione terminale del midollo spinale. Mentre il suo limite superiore non è definibile, quello inferiore si trova tra l'ultima vertebra toracica (T12) e le prime due vertebre lombari (L1-L2), più comunemente dietro al corpo vertebrale di L1. Nei neonati può arrivare a posizionarsi fino a sotto L4.
Si continua inferiormente con la cauda equina e il filo terminale.